# Hermann Benningk
Hermann Benningk, auch Harmen Benningk, (* vor 1618; † nach 1668 wohl in Hamburg) war ein deutscher Stück- und Glockengießer.

## Leben und Werk
Benningk gehört zu einer im 16. und 17. Jahrhundert in Norddeutschland (Hamburg, Lübeck, Danzig) verbreiteten Familie von Gießern, deren genaue Verwandtschaftsverhältnisse nicht ganz geklärt sind. Hermann Benningk ist durch seine Tätigkeit in Hamburg für die Zeit von 1647 bis 1668 belegt und möglicherweise in zwei Gießer des gleichen Namens zu unterscheiden. Sein Vater Reinhard Benningk († 1617) hatte bereits die Werkstatt des Großvaters Matthias Benningk als Ratsgießer in Lübeck übernommen. Hermanns Sohn Albert Benningk wurde wiederum Ratsgießer in Lübeck und gilt als der bedeutendste Vertreter der Familie.

### Geschütze
Von Benningk sind eine Kanone im Zeughaus in Berlin und eine weitere, früher im Royal Arsenal von Woolwich, bezeichnet mit der Inschrift: Herman Benninck me fecit anno 1662. Dieses Geschütz stammt offenbar ursprünglich aus den Beständen der Stadt Hamburg, da es das Wappen von Hamburg, die Wappen von sechs Hamburger Ratsmitgliedern und die Inschrift Temporibus dominorum Garlefi Langebeck et Johannis a Spreckelsen trägt. Ein weiteres Geschütz, ein „Liegendes Mörserrohr, 25-Pfünder“ bezeichnet mit der Inschrift: HERMANN BENNINCK und ME FECIT ANNO 1645 befindet sich mit Inventarnummer: 04.67 im Bestand der Stiftung Deutsches Historisches Museum.
Der Älteste der Lübecker Novgorodfahrer Johann von Gohren (vor 1620–vor Juli 1672) hatte 1660 einen Kontrakt über die Lieferung von 300 Geschützen an Zar Alexei I. von Russland geschlossen. Einhundert dieser Geschütze wurden von dem Lübecker Ratsgießer Nikolaus Wiese gegossen. Weitere Geschütze für diesen Auftrag entstanden bei Hermann Benningk.

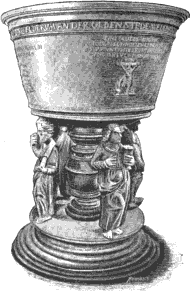
Fünte Benningks in Heiligenstedten

### Glocken
Eine bronzene Fünte Benningks entstand 1638 für die St.-Marien-Kirche zu Heiligenstedten. Bei einer Höhe von 99 cm hat sie einen Durchmesser von 76 cm. Das konische Becken ruht auf einer kräftigen runden gegliederten Stütze, um die die vier Evangelisten stehen; das ganze ruht auf einer runden profilierten Platte. Am Becken finden sich Reliefs, die die Taufe Christi, die Kindersegnung, Christus am Kreuz (das Blut fließt in einen Kelch) sowie eine Madonna mit Kind im Strahlenkranz zeigen.
Glocken von Hermann Benningk befinden sich in der Trinitatiskirche von Neuendorf b. Elmshorn (1639) und in der St.-Magnus-Kirche in Tating auf Eiderstedt (1649). Die Glocken in der St. Andreaskirche von Kuddewörde (1668) und in der St.-Johannes-Kirche von Seester (1668) werden von Beseler bereits seinem Sohn und Hamburger Nachfolger Hermann Benningk dem Jüngeren (1640–1679) zugeordnet.